# Paragryllus eclogos
Paragryllus eclogos är en insektsart som beskrevs av Otte, D. 2006. Paragryllus eclogos ingår i släktet Paragryllus och familjen syrsor. Inga underarter finns listade i Catalogue of Life.